# Gramenet

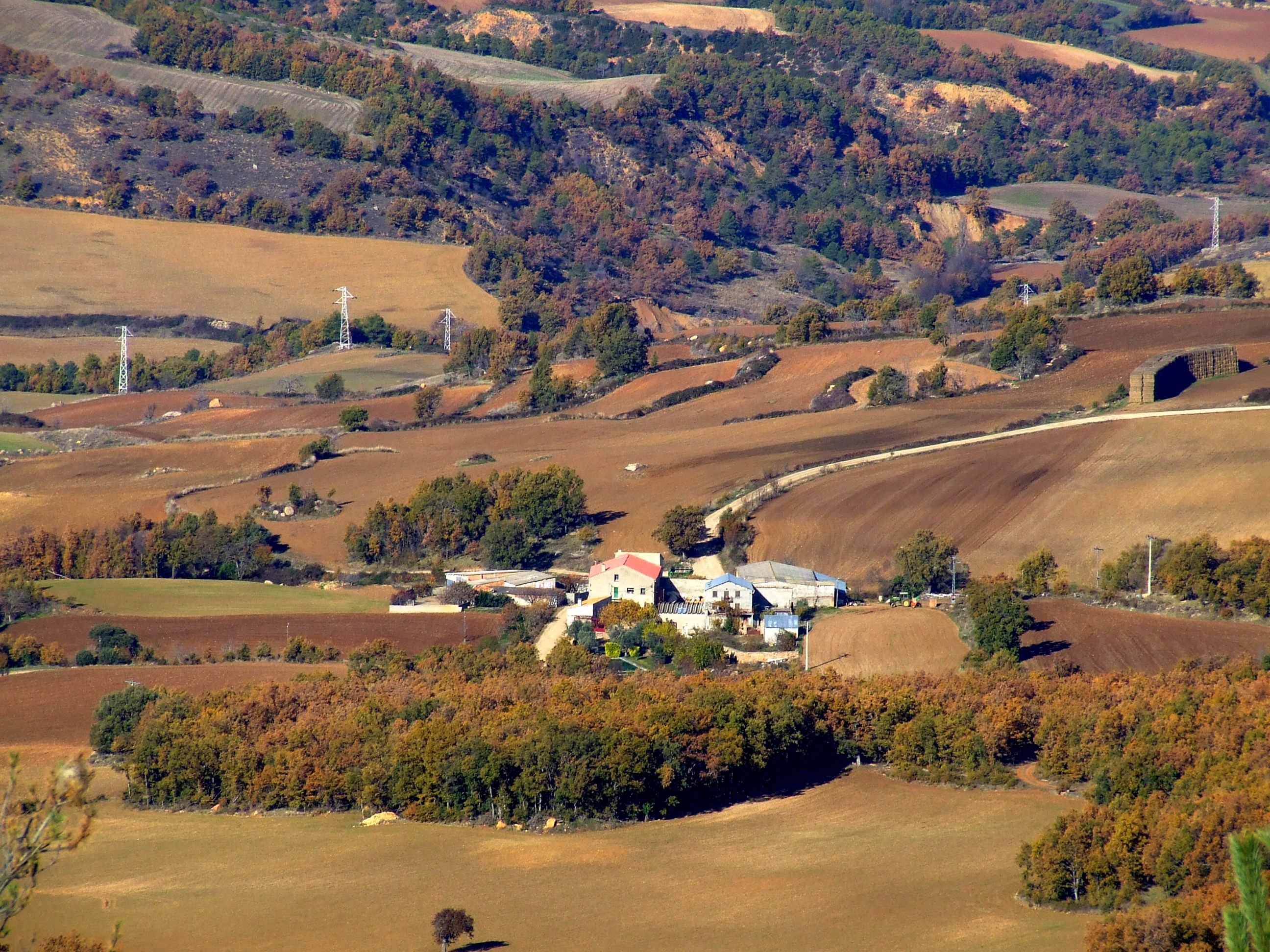
Vista del pueblo de Gramenet.

Gramenet es un pueblo del término de Isona y Conca Dellá, perteneciente al antiguo término de Benavent de la Conca, en la provincia de Lérida. Está situado a unos dos kilómetros al oeste de Benavent y unos dos más al sur de Covet. Es accesible desde estos dos pueblos, a través de la pista asfaltada que une la carretera C-1412b en el kilómetro 33, con el pueblo de Covet. Desde medio kilómetro antes de llegar al último pueblo arranca hacia el sur otra pista, en buen estado, que lleva a Gramenet, Merea y la carretera L-911, que enlaza el Coll de Comiols con San Salvador de Toló y Gavet de la Conca.
Está situado a 732 m de altitud, en el valle del barranco del Tossal, que se origina debajo de Benavent de la Conca y es uno de los que forma la cabecera del río de Conques.
Esta caserío, actualmente casi totalmente despoblado, estaba formado por una serie de caseríos dispersos, de los cuales quedan algunos: Cal Nofre, la Casa de barraqueró y lo Masiot.
En 1812, como consecuencia de la formación de los municipios modernos, resultado del desarrollo de la Constitución de Cádiz , Gramenet fue incluido desde el primer momento dentro del ayuntamiento de Benavent.
En épocas lejanas Gramenet había tenido iglesia propia, dedicada a Santa María, que actualmente está del todo desaparecida. Aparece documentada en 1080, año en que fue dada a Santa Cecília d'Elins, con motivo de la consagración de este monasterio.